# Hyacinthe Arrighi de Casanova
Hyacinthe Arrighi de Casanova, in italiano Giacinto Arrighi di Casanova (Corte, 3 marzo 1748 – Corte, 24 febbraio 1819), è stato un magistrato, funzionario e politico francese.

## Biografia
Fratello di Antoine-Louis, cugino, per matrimonio, di Maria Letizia Ramolino, madre di Napoleone Bonaparte, Hyacinthe Arrighi, divenne nel 1773, avvocato al Consiglio superiore della Corsica, da cui passò nella magistratura.
Alla salita al trono di Luigi XVI era tra i commissari inviati in Francia dall'isola.
Contrario a Pasquale Paoli, fu esiliato con la sua famiglia durante il Regno di Corsica.
L'8 piovoso dell'anno VIII (28 gennaio 1800), entra a far parte del Corpo legislativo come deputato del dipartimento del Golo, fu nominato il 19 germinale dell'anno XI prefetto del dipartimento del Liamone, membro della Legion d'onore il 25 pratile dell'anno XII, e ufficiale dello stesso ordine il 30 giugno 1811.
Quando i due dipartimenti corsi furono riuniti, divenne prefetto generale della Corsica il 16 luglio 1811, e fu destituito nel 1814, al ritorno dei Borboni.